# If I Ain't Got You
If I Ain't Got You is een nummer dat is geschreven en gezongen door Amerikaanse Soul/R&B-zangeres Alicia Keys voor haar tweede studioalbum The Diary of Alicia Keys uit 2003. Het nummer, dat in 2004 werd uitgebracht, kwam op nummer 4 in de Amerikaanse hitlijst Billboard Hot 100.

## Personeel

### Muzikanten
- Alicia Keys - zang, achtergrondzang, piano
- Steve Jordan - drum
- Fred Cash, Jr. - basgitaar
- Hugh McCracken - gitaar
- Arcell Vickers - orgel
- David Watson - hoorn
- Darryl Dixon – hoorn
- Joe Romano – hoorn
- L. Green – achtergrondzang
- Cindy Mizelle – achtergrondzang
- Katreese Barnes – achtergrondzang

### Productie
- Alicia Keys - producent
- Kerry Brothers, Jr. - digitale programmering
- Tony Black - geluidstechnicus
- Manny Morroquin - Mixen

## Prijzen
- Grammy Awards
  - Beste Vrouwelijke R&B Uitvoering
- MTV Video Music Awards
  - Beste R&B Video
- ASCAP Rhythm & Soul Awards
  - R&B/Hip-Hop Lied van het Jaar
- ASCAP Pop Awards
  - Meest Uitgevoerde Lied
- NAACP Image Awards
  - Opmerkelijkste Clip
  - Opmerkelijkste Lied
- Soul Train Music Awards
  - Beste R&B/Soul Nummer, Vrouwen
- Soul Train Lady of Soul Music Awards
  - Beste R&B/Soul of Rap Nummer van het Jaar
- Vibe Awards
  - Beste R&B Nummer

## Hitnoteringen

### Nederlandse Top 40
| Hitnotering: 03-04-2004 t/m 31-07-2004 | Hitnotering: 03-04-2004 t/m 31-07-2004 | Hitnotering: 03-04-2004 t/m 31-07-2004 | Hitnotering: 03-04-2004 t/m 31-07-2004 | Hitnotering: 03-04-2004 t/m 31-07-2004 | Hitnotering: 03-04-2004 t/m 31-07-2004 | Hitnotering: 03-04-2004 t/m 31-07-2004 | Hitnotering: 03-04-2004 t/m 31-07-2004 | Hitnotering: 03-04-2004 t/m 31-07-2004 | Hitnotering: 03-04-2004 t/m 31-07-2004 | Hitnotering: 03-04-2004 t/m 31-07-2004 | Hitnotering: 03-04-2004 t/m 31-07-2004 | Hitnotering: 03-04-2004 t/m 31-07-2004 | Hitnotering: 03-04-2004 t/m 31-07-2004 | Hitnotering: 03-04-2004 t/m 31-07-2004 | Hitnotering: 03-04-2004 t/m 31-07-2004 | Hitnotering: 03-04-2004 t/m 31-07-2004 | Hitnotering: 03-04-2004 t/m 31-07-2004 | Hitnotering: 03-04-2004 t/m 31-07-2004 | Hitnotering: 03-04-2004 t/m 31-07-2004 |
| Week:                                  | 1                                      | 2                                      | 3                                      | 4                                      | 5                                      | 6                                      | 7                                      | 8                                      | 9                                      | 10                                     | 11                                     | 12                                     | 13                                     | 14                                     | 15                                     | 16                                     | 17                                     | 18                                     |                                        |
| -------------------------------------- | -------------------------------------- | -------------------------------------- | -------------------------------------- | -------------------------------------- | -------------------------------------- | -------------------------------------- | -------------------------------------- | -------------------------------------- | -------------------------------------- | -------------------------------------- | -------------------------------------- | -------------------------------------- | -------------------------------------- | -------------------------------------- | -------------------------------------- | -------------------------------------- | -------------------------------------- | -------------------------------------- | -------------------------------------- |
| Positie:                               | 36                                     | 16                                     | 14                                     | 12                                     | 18                                     | 17                                     | 18                                     | 19                                     | 23                                     | 22                                     | 23                                     | 23                                     | 25                                     | 26                                     | 26                                     | 27                                     | 28                                     | 31                                     | uit                                    |

### NederlandseSingle Top 100
| Hitnotering: 03-04-2004 t/m 28-08-2004 | Hitnotering: 03-04-2004 t/m 28-08-2004 | Hitnotering: 03-04-2004 t/m 28-08-2004 | Hitnotering: 03-04-2004 t/m 28-08-2004 | Hitnotering: 03-04-2004 t/m 28-08-2004 | Hitnotering: 03-04-2004 t/m 28-08-2004 | Hitnotering: 03-04-2004 t/m 28-08-2004 | Hitnotering: 03-04-2004 t/m 28-08-2004 | Hitnotering: 03-04-2004 t/m 28-08-2004 | Hitnotering: 03-04-2004 t/m 28-08-2004 | Hitnotering: 03-04-2004 t/m 28-08-2004 | Hitnotering: 03-04-2004 t/m 28-08-2004 | Hitnotering: 03-04-2004 t/m 28-08-2004 | Hitnotering: 03-04-2004 t/m 28-08-2004 | Hitnotering: 03-04-2004 t/m 28-08-2004 | Hitnotering: 03-04-2004 t/m 28-08-2004 | Hitnotering: 03-04-2004 t/m 28-08-2004 | Hitnotering: 03-04-2004 t/m 28-08-2004 | Hitnotering: 03-04-2004 t/m 28-08-2004 | Hitnotering: 03-04-2004 t/m 28-08-2004 | Hitnotering: 03-04-2004 t/m 28-08-2004 | Hitnotering: 03-04-2004 t/m 28-08-2004 | Hitnotering: 03-04-2004 t/m 28-08-2004 | Hitnotering: 03-04-2004 t/m 28-08-2004 |
| Week:                                  | 1                                      | 2                                      | 3                                      | 4                                      | 5                                      | 6                                      | 7                                      | 8                                      | 9                                      | 10                                     | 11                                     | 12                                     | 13                                     | 14                                     | 15                                     | 16                                     | 17                                     | 18                                     | 19                                     | 20                                     | 21                                     | 22                                     |                                        |
| -------------------------------------- | -------------------------------------- | -------------------------------------- | -------------------------------------- | -------------------------------------- | -------------------------------------- | -------------------------------------- | -------------------------------------- | -------------------------------------- | -------------------------------------- | -------------------------------------- | -------------------------------------- | -------------------------------------- | -------------------------------------- | -------------------------------------- | -------------------------------------- | -------------------------------------- | -------------------------------------- | -------------------------------------- | -------------------------------------- | -------------------------------------- | -------------------------------------- | -------------------------------------- | -------------------------------------- |
| Positie:                               | 60                                     | 26                                     | 11                                     | 17                                     | 19                                     | 22                                     | 29                                     | 34                                     | 36                                     | 55                                     | 57                                     | 61                                     | 62                                     | 66                                     | 67                                     | 66                                     | 69                                     | 66                                     | 68                                     | 71                                     | 75                                     | 76                                     | uit                                    |

### NPO Radio 2 Top 2000
| Nummer met noteringen in de NPO Radio 2 Top 2000 | '07 | '08 | '09  | '10  | '11  | '12  | '13  | '14-'17 | '18  | '19 | '20  |
| ------------------------------------------------ | --- | --- | ---- | ---- | ---- | ---- | ---- | ------- | ---- | --- | ---- |
| If I Ain't Got You                               | 762 | -   | 1937 | 1688 | 1661 | 1216 | 1744 | -       | 1729 | -   | 1968 |

1. ↑  Een '-' betekent dat het nummer niet was genoteerd en een vetgedrukt getal geeft de hoogste notering aan.
2. ↑  2007 was het eerste jaar met een notering voor dit nummer.
3. ↑  Deze tabel is bijgewerkt tot en met de laatste editie (2024).